# Merkin

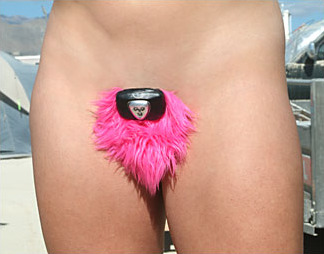
Il merkin usato al festival del Burning Man

Un merkin è una parrucca pubica. Furono originariamente indossati dalle prostitute, mentre oggi fungono da oggetti decorativi, erotici o nei film, sia per gli uomini che per le donne. La versione femminile è solitamente composta da pelliccia, pelle di castoro, lino o qualche tessuto morbido, mentre la versione maschile è solitamente fatta di nodi, catene o metallo ed è strettamente correlata alla braghetta.

## Storia ed etimologia
Il libro The Oxford Companion to the Body data l'origine della parrucca pubica intorno al 1450. Secondo la pubblicazione, le donne dovevano radere i loro peli pubici per la loro personale igiene e per combattere la pediculosi pubica. Dovevano farsi quindi un merkin. Inoltre, le prostitute li indossavano anche per coprire i segni delle malattie, come la sifilide.
È stato anche descritto che quando gli attori maschili impersonavano ruoli femminili sul palco dovevano coprire i loro genitali con un merkin, così da poter rappresentare le donne nelle scene di nudo.
L'Oxford English Dictionary fa risalire i primi scritti sull'utilizzo di tale oggetto al 1617. La parola ha probabilmente origine da malkin, un termine dispregiativo per le giovani donne di ceto basso, oppure dal Marykin, un nomignolo affettuoso (pet name) derivato dal nome femminile Mary.

## Uso contemporaneo
Nel cinema di Hollywood, i merkin possono essere indossati dagli attori e della attrici per evitare indesiderate esposizioni dei genitali durante le scene di nudo o semi-nudo. Con il merkin indossato possono essere registrati brevi campi se necessario. La presenza di tale oggetto protegge l'attore da eventuali nudità frontali (alcuni ritengono necessario coprire capezzoli e genitali in qualche modo), aiutando ad evitare che il film subisca delle restrizioni in termini di visibilità.
Il merkin può anche essere usato quando l'attore ha meno pelo pubico di quanto richiesto, come nella scena di danza nuda in La rapina perfetta. Amy Landecker ha indossato un merkin in A Serious Man (2009) per una scena di nudo sotto il sole; la ceretta bikini era rara nel 1967, anno in cui è ambientato il film.
- Lucy Lawless ebbe bisogno di un merkin per la serie TV del 2010 Spartacus: Blood and Sand.[9]
- In un'intervista per Allure, Kate Winslet parla di come si sia rifiutata di indossare un merkin in The Reader - A voce alta.[8][10]
- Alla São Paulo Fashion Week nel 2010 lo studio di progettazione Neon vestì una modella di nudo con una plastica trasparente. Secondo il disegnatore, la modella indossò la parrucca pubica per farla apparire più naturale.[11]
- Nel commento audio del regista di Millennium - Uomini che odiano le donne, David Fincher disse di come un merkin fu usato per l'attrice Rooney Mara, dopo che lei gli suggerì che il personaggio che impersonava era una rossa naturale che si tingeva i capelli di nero. Di conseguenza il merkin che indossò fu fatto di colore rosso. Per il rilascio del film in Giappone, Fincher disse: "Credo che in Giappone abbiano dovuto mettere un mosaico sopra di esso perché i pubi finti sono considerati...brutti."[12][13]
- Nel film Il dottor Stranamore di Stanley Kubrick il personaggio del Presidente degli Stati Uniti, interpretato da Peter Sellers, è un uomo calvo chiamato "Merkin Muffley".